# AMD K6-III
L'AMD K6-III è un microprocessore x86 prodotto da Advanced Micro Devices, l'ultimo e il più veloce ad usare il Socket 7; al debutto si guadagnò il titolo di processore x86 più veloce sul mercato, e rimase fortemente competitivo per un lungo periodo.

## Architettura e storia
La differenza principale rispetto al predecessore K6-2 era un livello di memoria cache in più sul chip. Il K6-2 aveva 64 KB di cache L1 sul chip e molta di più sulla scheda madre (512 KB o 1 MB, a seconda del modello). Invece i competitori Intel usavano 32 KB di cache L1 e 128 KB di cache L2 a piena velocità sul chip (nel caso del Celeron) o 512 KB a metà della velocità del processore su una scheda secondaria (nel caso dei Pentium II e Pentium III). Il K6-III usava entrambi i metodi: possedeva 64 KB di cache L1, un'enorme cache L2 da 256 KB a piena velocità (simile a quella del Celeron ma grande il doppio) e quella montata sulla scheda madre, che diventava una cache L3.
Nonostante il design fosse semplice in teoria, nella pratica la sua produzione risultò difficoltosa, a causa della tecnologia del 1999 che poche volte aveva visto 21,4 milioni di transistor tutti assieme, e del core K6 che dopo i 500 MHz cominciava ad avere problemi. Tuttavia, il K6-III 400 vendette bene, e la versione a 450 MHz era palesemente la CPU x86 più veloce sul mercato.
Il sostituto del Pentium II non era ancora disponibile, ma Intel cercò di "mettere una pezza" commercializzando una versione poco differente del Pentium II come "Pentium III". Il design di base era praticamente identico (l'introduzione delle SSE a quel tempo era pressoché insignificante per le prestazioni) ma il nuovo processo di produzione di Intel permise velocità di clock superiori, e divenne difficile determinare quale processore offrisse le migliori prestazioni. Molti esperti trovarono che, come per i predecessori, le CPU Intel erano superiori nel calcolo in virgola mobile, mentre le AMD nel calcolo intero.
Entrambe le aziende volevano ottenere un primato indiscutibile, ma entrambe incontrarono problemi di produzione coi loro prodotti di punta. AMD richiamò il già raro K6-III 500 finché non fu chiaro perché alcuni esemplari assorbissero abbastanza potenza da fondere alcuni tipi di scheda madre, e preferì concentrarsi sull'Athlon Classic, che stava per essere messo in commercio. Intel mise sul mercato con un discreto successo un Pentium III a 550 MHz ma dovette rimborsare i compratori della versione a 600 MHz.
Con l'introduzione dell'Athlon il K6-III fu presto dimenticato, a causa dell'elevato costo e impiego di materie prime, senza che fosse più un prodotto di punta. Per un po' divenne un processore secondario, prodotto solo quando gli ordini per tutti gli altri fossero stati soddisfatti, e fu difficile da trovare in quantità.
Il K6-III originale uscì di produzione quando fu introdotto il Pentium III Coppermine (molto migliorato rispetto al predecessore, con l'aggiunta di una cache L2 integrata simile a quella del K6-III), con cambiamento del processo di produzione da parte di Intel. Il passaggio si rivelò molto difficoltoso: le CPU Intel furono prodotte in scarsi esemplari per più di un anno, e molte compagnie che fino allora si erano rivolti esclusivamente a quest'azienda cominciarono a contattare AMD, portando le fabbriche di questa ad un altissimo livello di stress e condannando il K6-III in favore dell'Athlon e del K6-2.

## Versioni "plus"
Finito il periodo della scarsità di processori, AMD mise in commercio le versioni migliorate dei processori K6, il K6-2+ e il K6-III+, entrambi essenzialmente dei K6-III prodotti con un nuovo processo, il primo con 128 KB e il secondo con 256 KB di cache L2. In più tali processori possedevano anche un set di istruzioni superiori modificate rispetto alle classiche "3D Now!" ovvero le "extended 3D Now!" che si ritroveranno sui successivi Athlon, istruzioni espressamente compilate per la migliore gestione della multimedialità. Anche se originalmente ideate per i portatili, queste componenti furono proposte anche sul mercato desktop senza grande supporto pubblicitario, ma riuscirono a guadagnarsi discreto successo per le capacità di overclock. I K6-III+ 450 potevano essere portati fino a 600 MHz prima di essere bloccati dal FSB della scheda madre, e se non fosse stato per l'incredibile successo dell'Athlon e per la scomparsa dello standard Socket 7, i K6 avrebbero potuto restare in produzione più a lungo.

## Modelli

### K6-IIISharptooth(K6-3D+, 250 nm)
- Cache L1: 32 + 32 KB (Dati + Istruzioni)
- Cache L2: 256 KB, a piena velocità
- MMX, 3DNow!
- Super Socket 7
- Front side bus: 100 MHz
- VCore: 2,2 V, 2,4 V
- Introduzione sul mercato: 22 febbraio 1999
- Processo di produzione: 0,25 µm
- Velocità di clock: 400, 450 MHz

### K6-III+ (180 nm)
- Cache L1: 32 + 32 KB (Dati + Istruzioni)
- Cache L2: 256 KB, a piena velocità
- MMX, 3DNow! extended
- Super Socket 7
- Front side bus: 100 MHz
- VCore: da 1,7 V a 2,0 V
- Introduzione sul mercato: 18 aprile 2000
- Velocità di clock: 450, 475, 500, 550 MHz

### K6-2+ (180 nm)
- Cache L1: 32 + 32 KB (Dati + Istruzioni)
- Cache L2: 128 KB, a piena velocità
- MMX, 3DNow! extended
- Super Socket 7
- Front side bus: 100 MHz
- VCore: da 1,6 V a 2,0 V
- Introduzione sul mercato: 18 aprile 2000
- Velocità di clock: 450, 475, 500, 533, 550, 570 MHz